# Janez Mesar
Janez Mesar, slovenski rimskokatoliški duhovnik in gospodarski organizator in politik, * 12. junij 1832, Jesenice, † 3. maj 1895, Kranj.     

## Življenje in delo
Rodil se je očetu Andreju in materi Barbari (rojeni Baloh). V Ljubljani je obiskoval gimnazijo (1844–1851) in bogoslovje ter bil leta 1855 posvečen. Kot kaplan je služboval v Bohinjski Bistrici (1856), Radovljici (1860) in Bohinjski Beli (1862), kot župnik pa v Bohinjski Bistrici (1864) in v Šmartnem pri Kranju (1894). Na gimnaziji je bil Trdinov vrstnik in član dijaške zarotne družbice, ki je bila nezadovoljna z medlo politiko slovenske stranke 1848. Kot župnik se je v Bohinju trudil za boljše kmetijsko gospodarstvo, dvig proizvodnje lana, boljše sadjarstvo, živinorejo in mlekarstvo ter je bil načelnik bohinjske podružnice Kmetijske družbe od njene ustanovitve (1871). Neprecenljiva pa je njegova vloga pri ustanavljanju sirarskih družb. Ustanovil je prvo sirarsko družbo za Bohinjsko Bistrico, Bitnje in Lepence, ki je začela delovati 11.junija 1873 na Bitenjski planini. V kasnejših letih so se z njegovo pomočjo sirarske zadruge ustanavljale tudi v drugih krajih. V Bohinjski Bistrici je skoraj dokončal gradnjo župnišča, pri zidavi nove cerkve, ki je bila posvečena leta 1885 in katere gradnjo je vodil, pa se je zgodila nesreča, zrušil se je zvonik in pod seboj pokopal kaplana ter več delavcev. 
Bil je poslanec Deželnega zbora. V kranjskem deželnem zboru je od leta 1891 pa do smrti zastopal kmečke občine Radovljica-Kranjska gora. Kot poslanec se je 1892 zavzemal za uravnavo hudournikov v Kranjski gori in za gospodarske potrebe Bohinja.